# 阿尔坎塔拉骑士团
阿尔坎塔拉骑士团，亦称圣朱利安骑士团，最初为莱昂王国的军事修会，1166年由当地贵族创立，并于1177年获得教宗亚历山大三世正式确认。这一组织的诞生标志着伊比利亚半岛收复失地运动（Reconquista）中基督教军事修会体系的进一步扩展，其使命集中于护卫莱昂南部边疆，抵御穆斯林势力的北侵。骑士团以阿尔坎塔拉城堡为核心据点，其名称源自阿拉伯语“Al-Qantarah”（意为“桥梁”），象征此地作为战略要冲的地位。

## 阿尔坎塔拉
阿尔坎塔拉坐落于塔霍河畔（此处横跨一座阿拉伯语称“坎塔拉”的古桥，地名由此而来），地处埃斯特雷马杜拉平原。这片广袤的土地在12世纪成为穆斯林与基督徒反复争夺的战场。1167年，莱昂国王费尔南多二世首次夺取该镇；1174年，穆瓦希德王朝苏丹阿布·雅库布·优素福率军收复该地；直至1214年，莱昂国王阿方索九世才最终将其纳入基督教势力范围。在此期间，特鲁希略骑士团作为卡斯蒂利亚分支存在，直至1195年解体。
为巩固这片暴露于频繁袭击的边境之地，基督教君主不得不依赖军事骑士团的力量——这一制度填补了常备军与驻防体系的空缺，将军事训练与修道院制度相结合。1214年，阿尔坎塔拉最初被托付给声名显赫的卡拉特拉瓦骑士团（卡斯蒂利亚分支）。该骑士团因1212年参与托洛萨战役大败穆瓦希德王朝从而声望达到顶峰。莱昂的阿方索试图在此建立该骑士团的特殊分支以拱卫王国。然而四年后，卡拉特拉瓦骑士团高层认为此地距离卡斯蒂利亚总部过于遥远，经国王许可，将城堡移交至一支尚在成型阶段的莱昂本土骑士团——圣朱利安·德佩雷罗骑士团，也就是后来的阿尔坎塔拉骑士团。

## 历史

### 起源
关于该骑士团的起源，历史记载颇为模糊。根据一则可信度存疑的传统说法，其创立与萨拉曼卡地区的隐士圣朱利安·德佩雷罗有关——据称在他的倡议下，一群骑士于塔霍河畔修建城堡以抵御穆斯林势力。1176年，莱昂国王费尔南多在授予特权的文书中首次提及该团体，但未明确其军事属性。直至1177年，教皇亚历山大三世通过诏书正式承认其为军事修会，其武装使命方获教廷背书。
为强化组织，圣朱利安骑士团曾与卡拉特拉瓦骑士团达成协议：接受西多会修道戒律，采用白色长袍配红色十字架的服饰，并承诺接受卡拉特拉瓦团长的监督与纠察权。然而，这种从属关系未能持久。双方的合作很快因理念分歧与权力博弈破裂，圣朱利安骑士团重新确立独立地位。

### 内部分裂
更名为阿尔坎塔拉骑士团后，该修会通过夺取穆斯林领地迅速扩张，占据大量城堡与庄园。战争掠夺与信徒捐赠使其财富剧增，势力达到巅峰。然而，权力滋生的野心与内部分裂也随之而来。大团长职位成为骑士团内部的争夺焦点——1318年，时任大团长的鲁伊·瓦兹（Ruy Vaz）竟遭本团骑士围攻，行动背后甚至有卡拉特拉瓦骑士团大团长的支持。这场内讧导致三位大团长并立：一派由骑士团内部拥戴，一派受西多会修士支持，另一派则依附王室。

### 阿尔坎塔拉骑士团在近代
自中世纪晚期起，西班牙王室便深度介入阿尔坎塔拉骑士团的事务。1409年，卡斯蒂利亚摄政王斐迪南甚至将年仅8岁的幼子桑乔推上大团长之位，开创“童稚掌权”的先例。这种政治操控愈演愈烈，至1492年，教皇亚历山大六世索性将骑士团终身领导权授予阿拉贡的“天主教国王”费迪南德二世，彻底将这支军事力量纳入王室掌控。1522年，教廷进一步将西班牙三大骑士团（圣地亚哥、卡拉特拉瓦、阿尔坎塔拉）的统领权永久划归王室，甚至允许通过女性血脉世袭。1540年，教廷废除骑士团成员的独身誓言，集体修道传统随之瓦解。至此，骑士团彻底沦为王室赏赐贵族的“封地银行”，名下坐拥37处庄园和53座城堡村庄，成为王权巩固统治的工具。
1808年拿破仑入侵西班牙，骑士团财产遭法军没收，直到1814年费迪南七世复辟才部分归还。1830年代自由派君主制兴起，骑士团地产再度被大规模充公。1848年，王室敕令恢复四大骑士团多数教产，但1851年《政教协定》重新划定权力：骑士团仅保留名义上的教会司法权，实际管辖权收归国王。部分领地集中于雷阿尔城周边，其余分散地产则划入地方教区管理。雷阿尔城由此成为四大骑士团（圣地亚哥、卡拉特拉瓦、阿尔坎塔拉、蒙特萨）的联合总铎区，总铎教堂定为圣玛丽亚德尔普拉多堂，总铎还兼任名义上的多拉教区主教。
1873年2月，西班牙第一共和国成立，随即于3月颁布法令废除所有军事修会。教廷见状，立即将骑士团教产管理权移交地方教区。但共和国总统拉托雷公爵借机与教廷博弈，宣布恢复骑士团建制及其管理机构“骑士团法庭”。1875年王室复辟后，教廷重新承认骑士团教会司法权，雷阿尔城总铎区于1876年正式运作。同年8月，王室敕令设立“骑士团总法庭与委员会”，负责审核贵族血统、授予爵位、管理教区等事务，四大骑士团的法律地位终获官方承认。